# 第二代刚克利顿男爵约翰·柏纽尔
约翰·柏纽尔 (第二任刚克利顿男爵)（英語：John Vesey Parnell, 2nd Baron Congleton，1805年6月16日—1883年8月23日）是一位英国贵族，普利茅斯弟兄会的创始人之一。
1805年6月16日，第二任刚克利顿男爵约翰·柏纽尔出生在英国伦敦，他是第一任刚克利顿男爵亨利·柏纽尔（1776年7月3日-1842年6月8日）与卡罗琳·伊丽莎白·道森-Damer（-1861年2月16日）的儿子。
约翰·柏纽尔曾就读于苏格兰的爱丁堡大学。在1825年左右，他在都柏林的时候，平时和几位朋友在一起祷告读经，到了星期日，分别回到各自的公会聚会，他们为此深感不安，于是他们脱离宗派，开始在家中自行聚会、擘饼。稍早些时候，都柏林已经兴起了一处类似的脱离宗派的“奉主名聚会”，由爱德华·克伦宁等人发起，后来赫契生、贝勒特、达秘、葛若弗斯也加入他们。不久两处聚会合为一处，集中在都柏林菲茨威廉广场9号的赫契生住所聚会。后来人数减多，于是约翰·柏纽尔租下安及亚街一座拍卖场所，作为聚会场所。
约翰·柏纽尔此后终生都是普利茅斯弟兄会信徒，1830年9月18日，他和爱德华·克伦宁一起出发前往奥斯曼帝国统治下的巴格达传教，帮助已经到达那里的安东尼·葛若弗斯。1831年6月27日，他们经过艰难的行程，终于到达那里。约翰·柏纽尔后来又前往印度传教，直到1837年才回到英国。
他在伦敦的时候，在Welbeck 街聚会所聚会。Yapp and Hawkins出版社（伦敦Welbeck 街60号）出版过他的诗篇翻译。
刚克利顿男爵继承爵位后，作为普利茅斯弟兄会信徒，不站在任何政党一边，在英国上议院中是一名中立议员。
约翰·柏纽尔一共有过三次婚姻。他的第一次婚姻对象（1831年）是南希·克罗宁。他的第二次婚姻对象（1833年）是一位亚美尼亚寡妇，Khatoon 莫斯科，Ovauness 莫斯科的女儿，她住在波斯。他的第三次婚姻（1867年2月21日）对象是玛格丽特·凯瑟琳·奥莫罗德，查尔斯·奥莫罗德的女儿。
他唯一的女儿莎拉·塞西莉亚出生于1868年8月5日，是第三任妻子所生。1895年11月21日，莎拉与亨利·Ambrose 曼德维尔结婚，1912年4月26日43岁时因车祸去世，前一天还在从事福音工作。她安葬在伦敦查尔顿公墓。